# Малая Вачжига
Малая Вачжига — река в России, протекает по территории Троицко-Печорского района Республики Коми. Устье реки находится в 268 км по правому берегу реки Илыч. Длина реки — 17 км.
Исток реки находится на возвышенности Ыджыд-Парма (предгорья Северного Урала). Река стекает с центральной части хребта в долину Илыча. Течёт на север, затем поворачивает на восток. Всё течение проходит в ненаселённой холмистой тайге на территории Печоро-Илычского заповедника. Впадает в Илыч в урочище Типраоланен.

## Данные водного реестра
По данным государственного водного реестра России относится к Двинско-Печорскому бассейновому округу, водохозяйственный участок реки — Печора от истока до водомерного поста у посёлка Шердино, речной подбассейн реки — Бассейны притоков Печоры до впадения Усы. Речной бассейн реки — Печора.